# 学士（歯学）
学士（歯学）（がくし しがく）は学士の学位の一つ。歯学分野の学位としては他に修士（歯学）、修士（歯科学）、博士（歯学）がある。
主に大学の歯学部卒業生に授与される学位である。
なお、通常は大学の修学年限は4年であるが、医学部・歯学部・獣医学部・薬学部は6年制であり、6年の修学年限を無事修了することで卒業が認められ学位が授与される。その代わり、大学院の4年制博士課程（6年制学部に直接接続する博士課程）に進学する際は、博士前期課程(修士課程)を経ず、4年制博士課程に進学し、博士号の取得を目指すことが可能である。前述の通り、歯学分野の修士号も存在しており、これは、主に、他学部卒業生が大学院で歯学分野の専攻に進む場合に目指す学位として位置づけられている。なお、歯学部歯学科などの6年制課程の卒業者が、博士後期課程（歯学部歯学科などに接続する4年制博士課程とは異なる）に進学する際は、通例修士の学位が必要とされ、一般的に修士課程または博士前期課程などへの進学を要する。